# Paul Beuttner
Paul Beuttner (* 4. August 1902 in Brackenheim; † 3. September 1944 in Beauvais, Frankreich (gefallen)) war ein deutscher Maler und Kunstpädagoge. Er wirkte in Reutlingen.

## Leben und Werk
Beuttner studierte an der Staatlichen Akademie der Bildenden Künste Stuttgart. Er gehörte zu denjenigen Künstlern, die sowohl in der Weimarer Republik, als auch in der NS-Zeit erfolgreich waren und Staatsaufträge erhielten. 1928 nahm Beuttner das einzige Mal an einer Ausstellung der Stuttgarter Sezession teil. Er stellte mehrfach auf der Großen Deutschen Kunstausstellung im Haus der Kunst in München aus.
Paul Beuttner fiel am 3. September 1944 in Beauvais.